# Przestrzenie Teorii
Przestrzenie Teorii – czasopismo teoretycznoliterackie powstałe w 2002 roku na Wydziale Filologii Polskiej i Klasycznej UAM w Poznaniu jest redagowane i rozwijane we współpracy z Wydziałem Polonistyki Uniwersytetu Jagiellońskiego w Krakowie. „Przestrzenie Teorii” ukazywały się jako rocznik, a od 2007 są półrocznikiem wydawanym przez Wydawnictwo Naukowe UAM w Poznaniu.

## Seria Biblioteka „Przestrzeni Teorii”
Seria Biblioteka „Przestrzeni Teorii” za swoją podstawę przyjęła pokazanie nowego oblicza literaturoznawstwa związanego z dramatyczno-performatywnym widzeniem świata. Ukazywać się w niej będą książki, które przeorientowały nasze myślenie, prowadząc ku splątanym granicom dyscyplin, dostrzegając to, co niedefiniowalne w obszarach sztuki, powołując rozmyte pola literatury oraz wyznaczając perspektywy i nadzieje posthumanistyki. Główne działania obejmują trzy obszary: przekłady książek autorów obcojęzycznych (linia tłumaczeń), prace podejmujące dramatyczne dyskursy współczesności (linia dialogiczna) oraz rozprawy związane z humanistyką performatywną (linia zdarzeniowa).
Zapraszamy czytelników do udziału w tworzeniu serii rozwijającej się w przestrzeniach teorii.
Dotychczas nakładem Wydawnictwa Naukowego UAM ukazały się:
- Miller J. Hillis, O literaturze, przeł. Krzysztof Hoffmann, Poznań 2014[5].
- Badiou Alain, Mały podręcznik inestetyki, przeł. Andrzej Wasilewski, Poznań 2015[6].
- Gumbrecht Hans Ulrich, Produkcja obecności. Czego znaczenie nie może przekazać, przeł. Krzysztof Hoffmann, Weronika Szwebs, Poznań 2016[7].
- Faulstich Werner, Estetyka filmu. Badania nad filmem science fiction Wojna światów (1953/1954) Byrona Haskina, przeł. Marek Kasprzyk, Krzysztof Kozłowski, Poznań 2017[8].
- Woźniak-Czech Ewelina, Portret performatywny. Ślad, wymazywanie, nieobecność, Poznań, 2018[9].
- Dramaturg w teatrze, literaturze, sztuce. Dramaturgia – nowe horyzonty, red. Wojciech Baluch, Anna Krajewska, Poznań 2019[10].

## Redakcja
- Redaktor naczelna[11] – prof. zw. dr hab. Anna Krajewska-Stasiak, Uniwersytet im. Adama Mickiewicza w Poznaniu, Wydział Filologii Polskiej i Klasycznej, Polska[12][13][14]
- Zastępczyni redaktor naczelnej – prof. UAM dr hab. Irena Górska, Uniwersytet im. Adama Mickiewicza w Poznaniu, Wydział Filologii Polskiej i Klasycznej, Polska[15][16][17]
- Sekretarze redakcji:

- dr Monika Błaszczak, Uniwersytet im. Adama Mickiewicza w Poznaniu, Wydział Filologii Polskiej i Klasycznej, Polska
- dr Krzysztof Hoffmann, Uniwersytet im. Adama Mickiewicza w Poznaniu, Wydział Filologii Polskiej i Klasycznej, Polska

- Komitet redakcyjny:

- prof. Paul Allain, University of Kent, Canterbury, Kent, Wielka Brytania
- prof. dr hab. Anna Burzyńska, Uniwersytet Jagielloński w Krakowie, Wydział Polonistyki, Polska
- prof. dr hab. Bogdana Carpenter, University of Michigan, Ann Arbor, Stany Zjednoczone
- prof. dr hab. Magdalena Popiel, Uniwersytet Jagielloński w Krakowie, Wydział Polonistyki, Polska
- dr Wojciech Sztaba, Ludwigsburg, Niemcy
- prof. zw. dr hab. Elżbieta Tabakowska, Uniwersytet Jagielloński w Krakowie, Polska
- prof. dr hab. Giovanna Tomassucci, Uniwersytet w Pizie, Włochy
- prof. UJ dr hab. Dorota Wojda, Uniwersytet Jagielloński w Krakowie, Wydział Polonistyki, Polska
- prof. zw. dr hab. Seweryna Wysłouch, Uniwersytet im. Adama Mickiewicza w Poznaniu, Wydział Filologii Polskiej i Klasycznej, Polska
- prof. UJ dr hab. Andrzej Zawadzki, Uniwersytet Jagielloński w Krakowie, Wydział Polonistyki, Polska

Odeszli
- prof. zw. dr hab. Stanisław Balbus, Uniwersytet Jagielloński w Krakowie, Wydział Polonistyki, Polska
- prof. zw. dr hab. Sylwester Dworacki, Uniwersytet im. Adama Mickiewicza w Poznaniu, Wydział Filologii Polskiej i Klasycznej, Polska

- Redaktorzy językowi:

- prof. dr hab. Anna Piotrowicz, Uniwersytet im. Adama Mickiewicza w Poznaniu, Polska
- mgr Marzena Ledzion-Markowska, Wydawnictwo Naukowe UAM w Poznaniu, Polska

- Redaktor statystyczny – dr hab. Piotr Zwierzykowski, Wydział Elektroniki i Telekomunikacji Politechniki Poznańskiej, Polska[39]